# Linia kolejowa nr 305
Linia kolejowa nr 305 – nieczynna, jednotorowa linia o długości 42,494 km, łącząca stację Grodziec Mały ze stacją Kolsko.

## Historia linii
- 1 maja 1913 – otwarcie linii Sława Śląska – Kolsko
- 1 października 1913 – otwarcie linii Grodziec Mały – Sława Śląska
- 1 stycznia 1991 – zamknięcie linii dla ruchu pasażerskiego Grodziec Mały – Sława Śląska
- 1 stycznia 1993 – zamknięcie linii dla ruchu pasażerskiego Sława Śląska – Kolsko
- 1 stycznia 2000 – zamknięcie linii dla ruchu towarowego
- 13 listopada 2001 – decyzja o likwidacji linii, tor miejscami rozkradziony